# Salamandra Graphic
Salamandra Graphic és un segell especialitzat en novel·la gràfica. Publica títols de ficció, assaig periodístic, tires còmiques o divulgació adreçats a públic adult.
Va néixer l'any 2014 amb l'objectiu de publicar títols d'autors espanyols i internacionals. Les seves publicacions han estat guardonades amb premis importants del sector com el Premi Nacional de Comic per Estamos todas bien d'Ana Penyas (2018), la Fauve d'Or a la millor obra del Festival d'Angulema per Come Prima d'Alfred (2014), L'àrab del futur de Riad Sattouf (2015) i Aquí de Richard McGuire (2016).
Entre alguns dels autors més destacats hi ha David B., Gipi, Manuele Fior, Posy Simmonds, Riad Sattouf, David Mazzuchelli, Zeina Abirached, Alfred, Seth, Sarah Glidden, Ana Penyas, Igort, entre d'altres.
Amb col·laboració amb FNAC, convoca anualment el Premi Internacional Fnac-Salamadra Graphic.

## Premi Internacional Fnac-Salamandra Graphic[2]
- Jorge González, per Fueye (2007)
- Guillaume Trouillard i Samuel Stento, per La estación de las flechas (2008)
- Esteban Hernández, per ¡Pintor! (2009)
- Mireia Pérez, per La muchacha salvaje (2010)
- Juan Berrio, per Miércoles (2011)
- Sento Llobell, per Un médico novato (2012)
- Antonio Hitos, per Inercia (2013)
- Anapurna, por Chucrut (2014)
- Laura Pérez i Pablo Monforte, per Náufragos (2015)
- Ana Penyas, per Estamos todas bien (2016)
- Bea Enríquez, per ¿Dónde estás? (2017)
- Martín López Lam, per El año de la rata (2018)
- Sole Otero, per Naftalina (2019)
- Gala Rocabert Navarro i Anna-Lina Mattar, per En el ombligo. Tres años con las FARC (2020)
- Borja Sumozas, per Pesimismo mágico (2021)
- Marina Velasco Marta per Que no se olvide (2022)
- David Sancho per Barbecho (2023)